# Заклетва (албум)
Заклетва (ткђ. Stoja & Srki Boy) пети је албум Стоје. Издат је 2003. године. Издавачка кућа је Grand Production, а продуцент Срки Бој.

## Песме
1. Заклетва
2. Живео
3. Да заволим лудо...
4. Мој живот је моје благо
5. О не, не, не
6. Само иди
7. Сава тихо тече
8. Није лако бити млад